# STS-122
STS-122 fue una misión del transbordador espacial Atlantis de la NASA, dando continuación a la construcción de la Estación Espacial Internacional. El lanzamiento fue el 7 de febrero de 2008, siendo la 24ª misión para la EEI, y la 121ª de un Transbordador espacial desde el lanzamiento del STS-1.
La fecha inicial de la misión del STS-122 era el día 6 de diciembre de 2007, pero un fallo en la lectura del sensor (ECO), responsable de informar de si el tanque de combustible está lleno, provocó el aplazamiento para el día 9 de diciembre de 2007. Durante los preparativos para el lanzamiento, fallaron los sensores de nuevo, lo que ocasionó un nuevo aplazamiento hasta el día 3 de enero de 2008, y posteriormente, para el día 10 de enero, siendo finalmente lanzado el 7 de febrero de 2008. El retorno a la tierra se produjo el 20 de febrero de 2008.

## Tripulación
- Stephen Frick (2) - Comandante
- Alan G. Poindexter (1) - Piloto
- Leland D. Melvin (1) - Especialista de la Misión 1
- Rex J. Walheim (2) - Especialista de la Misión 2
- Hans Schlegel (2) - Especialista de la Misión 3 - ESA
- Stanley G. Love (1) - Especialista de la Misión 4

* Entre paréntesis el número de misiones de cada astronauta incluyendo esta.
Llevado a la ISS Expedición 16
- Léopold Eyharts (2) - Ingeniero de vuelo ESA

Traído de la ISS Expedición 16
- Daniel M. Tani (2) - Ingeniero de vuelo